# Grodków (gemeente)
De gemeente Grodków is een stad- en landgemeente in het Poolse woiwodschap Opole, in powiat Brzeski.
De zetel van de gemeente is in Grodków.
Op 30 juni 2004 telde de gemeente 19.711 inwoners.

## Oppervlakte gegevens
In 2002 bedroeg de totale oppervlakte van gemeente Grodków 286,39 km², waarvan:
- agrarisch gebied: 77%
- bossen: 14%

De gemeente beslaat 32,67% van de totale oppervlakte van de powiat.

## Demografie
Stand op 30 juni 2004:
| Omschrijving                   | Totaal | Totaal | Vrouwen | Vrouwen | Mannen | Mannen |
| ------------------------------ | ------ | ------ | ------- | ------- | ------ | ------ |
| eenheid                        | aantal | %      | aantal  | %       | aantal | %      |
| inwoners                       | 19.711 | 100    | 9996    | 50,7    | 9715   | 49,3   |
| bevolkingsdichtheid (inw./km²) | 68,8   | 68,8   | 34,9    | 34,9    | 33,9   | 33,9   |

In 2002 bedroeg het gemiddelde inkomen per inwoner 1344,07 zł.

## Aangrenzende gemeenten
Kamiennik, Niemodlin, Olszanka, Pakosławice, Przeworno, Skoroszyce, Wiązów